# Daniela Gutschi

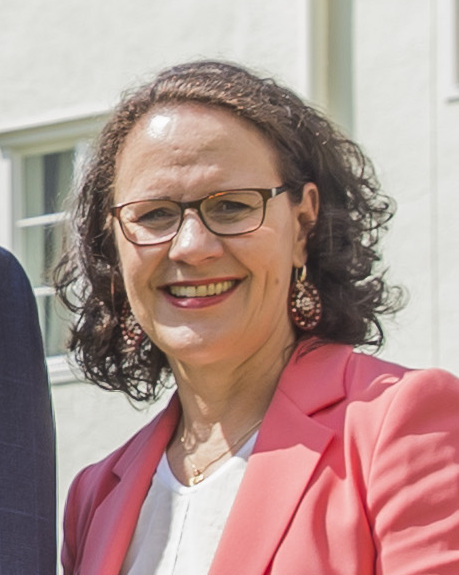
Daniela Gutschi (2023)

Daniela Gutschi (* 18. Juni 1967) ist eine österreichische Politikerin (ÖVP) und Geschäftsführerin beim Hilfswerk Salzburg. Von 2013 bis Februar 2021 war sie Abgeordnete zum Salzburger Landtag und ab 2015 Klubobfrau der ÖVP. Seit dem 3. Februar 2021 ist sie Landesrätin der Landesregierung Haslauer jun. II, Haslauer jun. III und der Landesregierung Edtstadler.

## Ausbildung und Beruf
Gutschi besuchte zwischen 1973 und 1977 die Volksschule in Itter (Tirol) und wechselte danach 1977 an das Bundesrealgymnasium in Wörgl. Ab 1981 setzte sie ihre Ausbildung an der Höheren Bundeslehranstalt für wirtschaftliche Frauenberufe in Innsbruck fort, wobei sie hier 1986 die Matura ablegte. Gutschi begann in der Folge 1987 ein Studium an der Universität Salzburg, das sie 1992 mit dem akademischen Grad Mag. phil. abschloss. Sie arbeitete in der Folge zwischen 1992 und 2001 als Stadtgeschäftsführerin der ÖVP Salzburg und war daneben zwischen 1997 und 2008 als politische Trainerin selbstständig. 2001 wurde sie Leiterin der Familien- und Sozialzentren beim Hilfswerk in der Stadt Salzburg und Flachgau. 2008 stieg sie zur Geschäftsführerin beim Hilfswerk Salzburg auf.

## Politik und Funktionen
Gutschi war von 2002 bis 2004 Präsidentin der Salzburger Babysitterbörse und von 2001 bis 2005 Obmann-Stellvertreterin des Elternvereines der Volksschule Schwaighofen/Eugendorf. Sie fungierte im Zeitraum 2012/2013 als stellvertretende Vorsitzende der Österreich weiten überparteilichen Plattform "Einsatz für Österreich" sowie als Mitbegründerin der überparteilichen Plattform "Salzburg für allgemeine Wehrpflicht, Zivildienst, Katastrophenschutz und Ehrenamt". Seit 2008 ist sie zudem Mitglied des Salzburger Medienfrauennetzwerks. Zudem engagiert sich Gutschi als Mentorin im Rahmen eines Mentorinnenprojektes der Medienfrauen.
2013 kandidierte sie auf dem fünften Landeslistenplatz der ÖVP Salzburg bei der Landtagswahl 2013 und wurde in der Folge am 19. Juni 2013 als Landtagsabgeordnete angelobt. Sie ist im ÖVP-Landtagsklub Bereichssprecherin für Soziales und Bildung. Seit 2015 ist sie in Nachfolge von Gerlinde Rogatsch Klubobfrau des Salzburger ÖVP-Landtagsklubs.
Im Februar 2018 wurde sie als Nachfolgerin von Asdin El Habbassi interimistisch Landesobfrau der Salzburger Landesorganisation des Österreichischen Arbeitnehmerinnen- und Arbeitnehmerbundes (ÖAAB). Im Juni 2018 folgte ihr Karl Zallinger in dieser Funktion nach.
Am 3. Februar 2021 folgte sie Maria Hutter als Landesrätin in der Landesregierung Haslauer jun. II nach. Ihre Funktion im ÖVP-Klub im Salzburger Landtag übernahm Wolfgang Mayer. Als Landtagsabgeordnete rückte Daniela Rosenegger nach.

## Privates
Gutschi ist verheiratet und Mutter einer Tochter (* 1995) und eines Sohnes (* 1998). Sie lebt in Eugendorf. Die geistige Behinderung ihres Sohnes führte laut eigenen Aussagen zu einer Fokussierung auf den sozialen Bereich und zur Überzeugung der Notwendigkeit der Inklusion von Menschen mit Beeinträchtigungen.